# Kōtarō Honda (football)
Pour les articles homonymes, voir Honda (homonymie).
Kōtarō Honda (本多 康太郎, Honda Kōtarō), né le 20 mai 2006 au Japon, est un footballeur japonais qui évolue au poste de défenseur central au Shonan Bellmare.

## Biographie

### En club
Né au Japon, Kōtarō Honda est formé par le Shonan Bellmare. Il impressionne par sa taille et sa puissance dès son plus jeune âge et démontre son leadership, ce qui lui permet d'être nommé capitaine dans certaines catégories de jeunes.
Le 30 avril 2024, le Shonan Bellmare annonce officiellement que Kōtarō Honda sera promu en équipe première à partir de l'année 2025.

### En sélection
Kōtarō Honda est convoqué avec l'équipe du Japon des moins de 17 ans pour participer au Championnat d'Asie des moins de 17 ans en 2023. Son équipe arrive en finale où elle s'impose contre la Corée du Sud.
Quelques mois plus tard, Honda est convoqué avec cette même sélection pour participer à la coupe du monde des moins de 17 ans en 2023.

## Vie privée
Kōtarō Honda révèle en 2023 que Raphaël Varane est un joueur qu'il admire. En raison de sa force physique il est surnommé Gigi (GG = Giant Gorilla) par ses coéquipiers.

## Palmarès

### En sélection
Japon -17 ans
- Championnat d'Asie
  - Vainqueur en 2023